# Silvio Dante
Silvio Manfred Dante, a menudo referido como "Sil" e interpretado por Steven Van Zandt, es un personaje ficticio de la serie de HBO, Los Soprano, creada por David Chase. Silvio es el consigliere de Tony Soprano en la familia criminal Soprano. Silvio es uno de los personajes más peculiares de la serie. Siempre elegantemente vestido y manteniéndose en segunda línea, intenta no llamar la atención. Es el copropietario, junto a Tony Soprano, y gerente del club de estriptis Bada Bing!, un negocio legítimo que sirve como tapadera y lugar de reunión para la familia criminal.
De carácter tranquilo, Silvio se mantiene firme incluso en las peores situaciones, desatando su ira solo cuando es necesario y descubriendo entonces un temperamento comparable al de sus compañeros. Silvio es un experto conocedor de películas y posee una mente enciclopédica para los diálogos. A lo largo de la serie son célebres sus citas a la película El padrino III. Es uno de los mafiosos más leales a Tony Soprano y a la familia que este dirige, siendo notablemente recordado por ejecutar a los informadores del FBI y traidores.

## Lecturas recomendadas
- The Sopranos: The Complete Book, 2007 HBO ISBN 1-933821-18-3.
- Glen O. Gabbard, The Psychology of the Sopranos Love, Death, Desire and Betrayal in America's Favorite Gangster Family - Basic books, 2002.
- Michael Hammond, Lucy Mazdon, The Contemporary Television Series, Edinburgh University Press, Edimburgo 2005.
- Martha P. Nochinsom, Dying to Belong: Gangsters Movies in Hollywood and Hong Kong, Wiley Blackwell, 2007.